# De Havilland Flamingo
de Havilland DH.95 Flamingo là một loại máy bay chở khách của Anh trong Chiến tranh thế giới II, nó còn được Không quân Hoàng gia (RAF) sử dụng để chuyển quân và các nhiệm vụ liên lạc.

## Quốc gia sử dụng

### Quân sự
Anh Quốc
- Không quân Hoàng gia
- Không quân Hải quân Hoàng gia

### Dân sự
Anh Quốc
- BOAC
- British Air Transport
- Jersey Airways

## Tính năng kỹ chiến thuật (de Havilland Flamingo)
Dữ liệu lấy từ De Havilland Aircraft since 1909
Đặc điểm tổng quát
- Kíp lái: 3
- Sức chứa: 17 hành khách
- Chiều dài: 51 ft 7 in (15,73 m)
- Sải cánh: 70 ft 0 in (21,34 m)
- Chiều cao: 15 ft 3 in (4,65 m)
- Diện tích cánh: 651 ft² (60,5 m²)
- Trọng lượng rỗng: 11.325 lb (5.148 kg)
- Trọng lượng có tải: 18.000 lb (8.182 kg)
- Động cơ: 2 × Bristol Perseus XVI, 930 hp (690 kW)  mỗi chiếc

 Hiệu suất bay 
- Vận tốc cực đại: 243 mph (211 knot, 391 km/h)
- Vận tốc hành trình: 204 mph (177 knot, 328 km/h)
- Tầm bay: 1.345 mi (1.170 hải lý, 2.165 km)
- Trần bay: 20.900 ft (6.370 m)
- Vận tốc lên cao: 1.470 ft/phút (7,5 m/s)

Hệ thống điện tử

- Hệ thống phi công tự động Sperry